# صدف‌های سفت‌پوسته
دوکفه‌ای‌های ونرویدا (نام علمی: Veneroida) نام یک راسته از زیررده دوکفه‌ای‌های هترودوناتو است.